# Leroya
Leroya Lewis & Dippenaar-Schoeman, 2014 è un genere di ragni appartenente alla famiglia Thomisidae.

## Distribuzione
Le due specie note di questo genere sono state rinvenute in Africa centrale e occidentale

## Tassonomia
Non sono stati esaminati esemplari di questo genere dal 2014.
A febbraio 2015, si compone di 2 specie:
- Leroya silva Lewis & Dippenaar-Schoeman, 2014[2] — Congo, Ruanda, Uganda
- Leroya unicolor (Simon, 1895) — Sierra Leone, Congo, Costa d'Avorio